# Audacity
Audacity (англ. audacity — смелость; [ɔː'dæsətɪ]) — свободный многоплатформенный аудиоредактор звуковых файлов, ориентированный на работу с несколькими дорожками. Программа была выпущена и распространяется на условиях GNU General Public License.
Работает под управлением операционных систем: Windows, Linux, macOS, FreeBSD и других.

## История
Проект был начат осенью 1999 года Домиником Маццони и Роджером Данненбергом в Университете Карнеги-Меллона , первоначально под названием CMU Visual Audio. 28 мая 2000 года Audacity была выпущена для публикации как Audacity 0.8. 
После покупки  в мае 2021 года компанией MuseGroup интеллектуальной собственности проекта Audacity Team, уже 2 июля на сайте Audacity была обновлена  политика конфиденциальности, которая позволила компании Muse Group в новых версиях Audacity собирать данные IP-адреса пользователя, версии ОС, модели CPU, а также некие «данные, необходимые для правоохранительных органов, судебных разбирательств и запросов властей» и передавать  их по запросу соответствующих стран. Данные изменения в политике конфиденциальности вызвали волну критики в адрес MuseGroup и Audacity со стороны сообщества, которое восприняло функции слежения в Audacity как разновидность шпионского программного обеспечения с призывами удалить его , что привело к созданию форков Audacium  и Tenacity  без функций слежения и призывам  отдельных интернет-СМИ переходить на альтернативные звуковые редакторы.

## Возможности
Редактор Audacity обеспечивает выполнение следующих функций:
- импорт и экспорт файлов WAV, MP3 (с использованием кодировщика LAME MP3), Vorbis, FLAC и других форматов;
- запись с микрофона, линейного входа и других источников;
- запись с одновременным прослушиванием имеющихся дорожек;
- запись до 16 каналов одновременно (необходима многоканальная звуковая карта);
- эффекты и расширения как в комплекте поставки, так и устанавливаемые отдельно (LADSPA, либо на функциональном языке Nyquist);
- индикаторы уровня записи и воспроизведения;
- изменение темпа с сохранением высоты тона;
- изменение высоты тона с сохранением темпа;
- удаление шума по образцу;
- спектральный анализ с использованием преобразования Фурье с различными формами окна;
- воспроизведение множества дорожек одновременно (без поддержки многоканального звука — при воспроизведении используются только два канала, в которые микшируются все дорожки);
- сведение дорожек с разными качественными характеристиками с автоматическим преобразованием к заданным характеристикам проекта в режиме реального времени;
- результаты могут сохраняться во множество форматов, обеспечиваемых библиотекой libsndfile.

## Технические подробности
Audacity активно пользуется сторонними библиотеками, распространяемыми под разными лицензиями:
- графический интерфейс основан на библиотеке wxWidgets;
- звуковой движок использует PortAudio (альтернативная поддержка RtAudio так и не стала востребованной);
- опциональная поддержка MP3 (чтение и запись) реализована за счёт кодировщиков libmad и LAME;
- с помощью библиотек FFmpeg реализована поддержка чтения/записи AC3, AAC, WMA, AVI, MKV и других (только начиная с версии 1.3.6).

## Audacity и аппаратное обеспечение
Программа поставляется в комплекте с некоторым аппаратным обеспечением, полный список которого можно найти на официальном сайте программы.
В течение некоторого времени производители проигрывателей грампластинок с USB-интерфейсом, ION и Numark, распространяли некорректную документацию, дающую ложное представление о возможностях поставляемой в комплекте Audacity, что стало причиной дезинформации в статье New York Times, посвящённой этим устройствам. В связи с этим в вики Audacity появилась специальная статья для пользователей таких проигрывателей, разъясняющая ошибки производителей устройств и дающая рекомендации по оцифровке грампластинок.

## Audacity в массовой культуре
Авторы проекта Russian Podcasting, положившего начало буму подкастинга в России, рекомендуют использовать Audacity для записи и сведения подкастов.
В феврале 2007 года канадская рок-группа Barenaked Ladies выпустила новый альбом «Barenaked Ladies Are Me» в дополнительном варианте со всеми дорожками, записанными как проекты Audacity. Это дало возможность слушателям по-своему свести весь альбом.
В кинофильме Орена Пели «Паранормальное явление» герой Мики Слота использовал Audacity для подробного прослушивания записанного в доме материала.

## Поддержка несвободных технологий
Заметная часть активных разработчиков Audacity живёт в США, поэтому они стараются не нарушать действующие в их стране законы. Это накладывает некоторые ограничения на функциональность программы, а именно:
- отсутствует поддержка ASIO в Windows из-за несовместимой с лицензией GNU GPL лицензией средств разработки;
- из-за несовместимых с лицензией GPL средств разработки поддержка VST отсутствует по умолчанию, но может быть подключена за счёт отдельно скачиваемого дополнительного расширения, оригинальный интерфейс расширений VST поддерживается начиная с версии 1.3.8;
- из-за требования компании Thomson Multimedia выплачивать сборы за средства кодирования MP3 — функция сохранения файлов в этом формате работает только при наличии отдельно скачанной библиотеки LAME.

## Локализация и документация
Программа переведена на многие языки мира, в том числе на русский (с 2002 года). В комплекте с программой поставляется электронная документация, русская версия которой доступна начиная с 2004 года.

## Производные
- Audacium — форк Audacity без проверки обновлений и отчетов об ошибках, с новыми функциями [22].
- DarkAudacity — настроенная версия Audacity с темной темой. Он использует тот же звуковой движок, но имеет более темную, более современную тему и некоторые дополнительные небольшие изменения [23].
- Sneedacity — форк Audacity, созданный членами технологической доски 4chan, который удаляет проверку обновлений, отчеты об ошибках и устаревшую систему сборки Conan [24].
- Tenacity — форк Audacity, которая удаляет код проверки обновлений и отчетов об ошибках, добавленный в Audacity 3.0.3 (июль 2021 г.), добавляет некоторые новые функции и исправляет давние проблемы с упаковкой Linux с зависимостями от поставщиков [25].

## Русскоязычное сообщество
Существует ветка официального форума Audacity для русскоязычных пользователей.